# NGC 6397
NGC 6397 је збијено звездано јато у сазвежђу Олтар које се налази на NGC листи објеката дубоког неба.
Деклинација објекта је - 53° 40' 23" а ректасцензија 17h 40m 41,3s. Привидна величина (магнитуда) објекта NGC 6397 износи 5,3. NGC 6397 је још познат и под ознакама GCL 74, ESO 181-SC4.